# Desta Damtew
Desta Damtew (amharique : ደስታ ዳምጠው) (mort en 1937) est un noble et un militaire éthiopien, beau-fils de Haïlé Sélassié Ier.

## Biographie
Desta Damtew naît vers la fin du XIXe siècle dans le Choa. Avec son frère, il devient page à la cour impériale de Menelik II. À partir de 1916, il se rapproche de Teferi Mekonnen. En 1928, il devient gouverneur du Keffa et reçoit le titre de dejazmach. En 1935-1936, il participe à la seconde guerre italo-éthiopienne sur le front sud. Après sa défait à la bataille de Genalé Dorya et la prise d'Addis-Abeba en mai 1936m par les Italiens, il se joint à la Résistance. Il est capturé et exécuté par les Italiens en 1937.

### Vie privée
Desta Damtew est marié à Tenagnework Haïlé Sélassié, princesse d'Éthiopie. Il a quatre enfants dont Hirut Desta.